# Paul Maier (Fußballspieler)
Paul Maier (* 3. März 1928) ist ein ehemaliger deutscher Fußballspieler.
Der rechte Verteidiger absolvierte 1944 seine ersten Spiele für die erste Mannschaft des VfB Stuttgart. 1950 wurde Maier mit den Schwaben erstmals Deutscher Meister. Am 8. Juni 1952 verletzte sich Maier beim 3:1-Sieg des VfB Stuttgart gegen den VfL Osnabrück im letzten und für die Finalteilnahme entscheidenden Gruppenspiel der Endrunde um die deutsche Meisterschaft 1952 bereits nach 10 Minuten. Als seine Mitspieler zwei Wochen später das Endspiel gegen den 1. FC Saarbrücken für den VfB entschieden wurde er zum zweiten Mal Deutscher Meister. In der Oberliga Süd kam Paul Maier auf insgesamt 49 Einsätze für die Stuttgarter.